# Deu-la-deu Martins

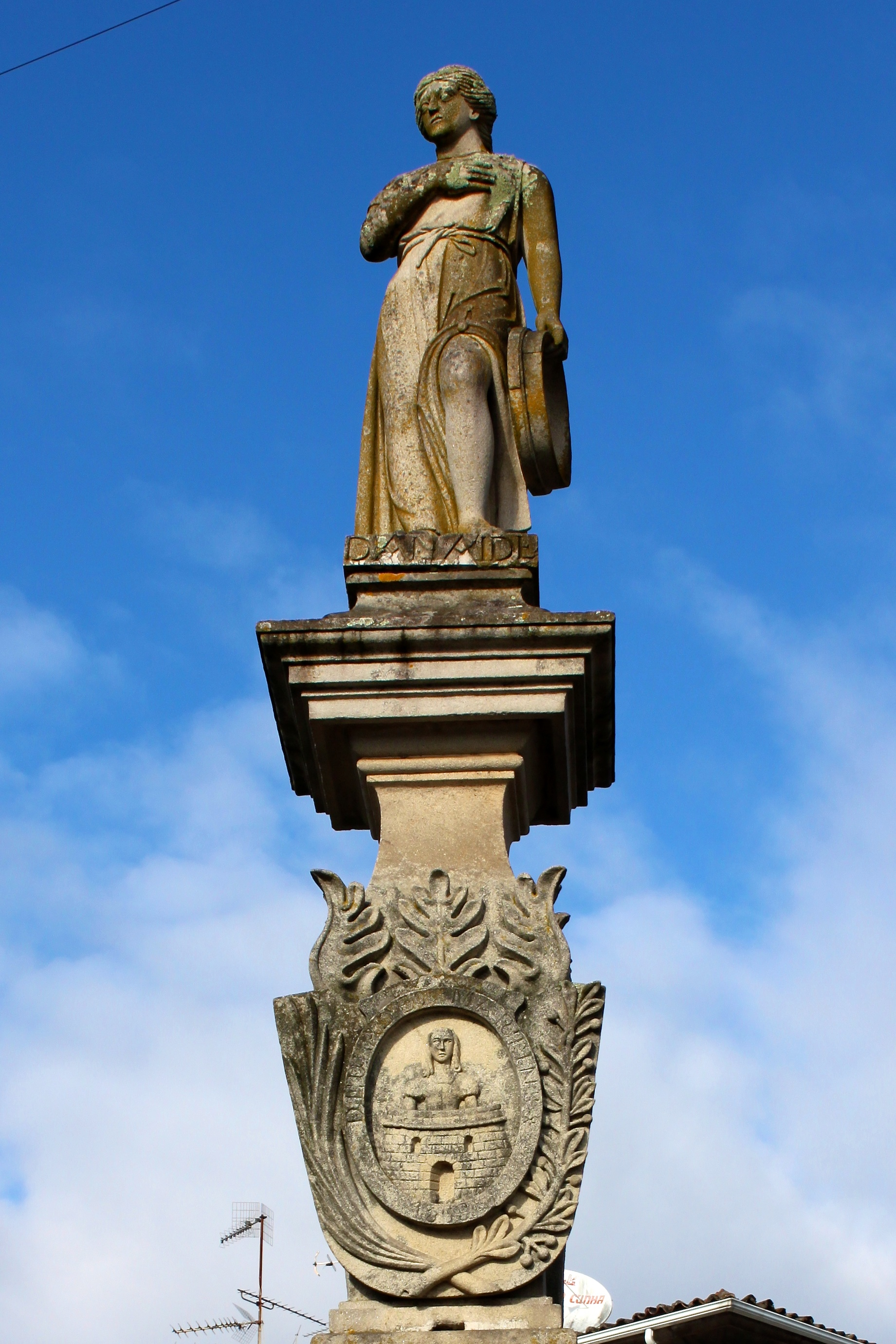
Estátua de Danaíde, em Monção. No brasão, pode-se ver a figura de Deu-la-deu.

Deu-la-Deu Martins é uma personagem lendária e tornou-se a principal figura de Monção. A lenda a dá como esposa do capitão-mor de Monção Vasco Gomes de Abreu, sendo lhe atribuído o feito de ter enganado os castelhanos à época das Guerras Fernandinas.

## A lenda
Durante as guerras fernandinas, entre D. Fernando, rei de Portugal, com D. Henrique II de Castela, no séc. XIV, Castela pôs cerco à vila de Monção. O cerco já demorava há demasiado tempo e dentro das muralhas o alimento já era escasso. E foi aí que Deu-la-deu Martins agiu, mandou recolher a pouca farinha que restava e com ela fazer os últimos pães. Com os pães já cozidos, Deu-la-deu subiu à muralha com os pães na mão e atirou-os gritando: “A vós, que não podendo conquistar-nos pela força das armas, nos haveis querido render pela fome, nós, mais humanos e porque, graças a Deus, nos achamos bem providos, vendo que não estais fartos, vos enviamos esse socorro e vos daremos mais, se pedirdes!”. Dito isto, os castelhanos acreditaram que ainda havia muita resistência dentro das muralhas, então levantaram o cerco e partiram para as terras de Castela. Desta forma, com audácia e coragem, Deu-la-Deu salvou a praça e ficou, para sempre, ligada à história de Monção.